# John Decatur Barry
Pour les articles homonymes, voir John Barry, Decatur et Barry.
John Decatur Barry (21 juin 1839 – 24 mars 1867) est un officier de l'armée des États confédérés pendant la guerre de Sécession. Les hommes qu'il menait à Chancellorsville, ont tiré par erreur sur le général Thomas Stonewall Jackson.

## Avant la guerre
Barry naît à Wilmington, en Caroline du Nord le 21 juin 1839. Il étudie à l'université de Caroline du Nord à Chapel Hill. En 1859, avant le déclenchement de la guerre, il est banquier(p589).

## Guerre de Sécession
Lorsque la guerre éclate, Barry est soldant dans la milice de Caroline du Nord au sein du 8th North Carolina Militia(p589). Barry s'enrôle dans la compagnie I du 18th North Carolina Infantry le 14 novembre 1861(p589). Il est élu capitaine de Compagnie I en avril 1862(p303),(p589). Le 18th North Carolina fait partie de la brigade de Lawrence O'Bryan Branch, et participe à toutes les grandes batailles de la division légère d'A. P. Hill. Barry est blessé une première fois le 27 juin 1862, puis un deuxième fois lors de la bataille de Frayser's Farm au cours de la campagne de la Péninsule le 30 juin 1862,(p589). Il est vraisemblablement absent jusqu'en octobre le temps qu'il recouvre la santé.
À la suite de la bataille d'Antietam, Barry est promu commandant. Lors de la bataille de Chancellorsville, le 18th North Carolina Infantry subit de lourdes pertes, dont l'ensemble des officiers supérieurs à l'exception de Barry. Par ailleurs, au cours de la bataille, Barry donne l'ordre de tirer sur un groupe de Stonewall Jackson alors qu'il tente de passer au travers de la brigade de James H. Lane, pensant qu'il s'agit de la cavalerie de l'Union. Malgré l'erreur, Barry est promu colonel du 18th North Carolina après la bataille, succédant au colonel Purdie, tué au combat en juin 1863(p303). Il mène le régiment au cours de la charge de Pickett le 3 juillet à Gettysburg. Tout au long de la campagne de l'Overland de 1864, Barry continue de mener le 18th North Carolina.
Lane est blessé lors de la bataille de Cold Harbor le 2 juin et Barry est nommé brigadier général (temporairement) pour le remplacer. Cependant, le 27 juillet, lors de la bataille de Deep Bottom, Barry au commandement de la brigade de Lane et du 23rd Tennessee Infantry, fait face aux troupes de Foster, les 100th New York Infantry, 24th Massachusetts Infantry soutenus par le 11th Maine Infantry et une section du 1st Connecticut Light Artillery. Barry est blessé à la main droite. La blessure lui fait perdre deux doigts à la suite d'une amputation(p589). Parce qu'il est invalide et après le retour de Lane pour mener la brigade, la nomination temporaire de brigadier général est annulée le 18 septembre 1864(p589). En février 1865, Barry reçoit l'ordre de commander un département en Caroline du Nord.

## Après guerre
John D. Barry est libéré sur parole à Raleigh en Caroline du Nord le 12 mai 1865(p589). Barry meurt deux ans après la capitulation des forces confédérés. De retour chez lui en mauvaise santé, il édite un journal à Wilmington, le Wilmington Dispatch, avant de mourir le 24 mars 1867. Certains de ses amis et de la famille disent que Barry « est mort d'un cœur brisé » pour son rôle dans la mort de Jackson. Il est enterré dans le cimetière d'Oakdale à Wilmington.